# Sierra Vista
Sierra Vista ligger i Cochise County i delstaten Arizona, USA.
Sierra Vista, som ligger på skråningerne af Huachuca Mountains (fra spansk: "bjergudsigt"), blev anerkendt som by i 1960. Dens eksistens er baseret på Fort Huachuca, en amerikansk militærbase grundlagt i 1877 som udkigspost i kampen mod Apacherne.